# Palácio da Fonte Grande
Palácio da Fonte Grande é uma das sedes oficias do governo do estado brasileiro do Espirito Santo, localizado no centro da cidade de Vitória.
O local abriga a Vice-Governadoria, além das Casas: Civil e Militar, entre outras secretarias e superintendências.